# Associazione Calcio Venezia 1964-1965
Questa pagina raccoglie le informazioni riguardanti l'Associazione Calcio Venezia nelle competizioni ufficiali della stagione 1964-1965.

## Rosa
| N. |                   | Ruolo | Calciatore           |
| -- | ----------------- | ----- | -------------------- |
|    | Italia (bandiera) | A     | Lucio Bertogna       |
|    | Italia (bandiera) | P     | Giovanni Bubacco     |
|    | Italia (bandiera) | C     | Dino D'Alessi        |
|    | Italia (bandiera) | C     | Gianfranco De Marchi |
|    | Italia (bandiera) | A     | Cataldo Di Virgilio  |
|    | Italia (bandiera) | A     | Domenico Gerosa      |
|    | Italia (bandiera) | D     | Renato Graziani      |
|    | Italia (bandiera) | D     | Gianni Grossi        |
|    | Italia (bandiera) | A     | Gabriele Guizzo      |
|    | Italia (bandiera) | D     | Eraldo Mancin        |
|    | Italia (bandiera) | A     | Silvano Mencacci     |

| N. |                   | Ruolo | Calciatore           |
| -- | ----------------- | ----- | -------------------- |
|    | Italia (bandiera) | C     | Marcello Neri        |
|    | Italia (bandiera) | C     | Corrado Penzo        |
|    | Italia (bandiera) | A     | Angelo Pochissimo    |
|    | Italia (bandiera) | C     | Orlando Radich       |
|    | Italia (bandiera) | A     | Gaetano Salvemini    |
|    | Italia (bandiera) | A     | Bruno Santon         |
|    | Italia (bandiera) | C     | Giulio Cesare Spagni |
|    | Italia (bandiera) | D     | Ubaldo Spanio        |
|    | Italia (bandiera) | D     | Bartolomeo Tarantino |
|    | Italia (bandiera) | P     | Silvano Vincenzi     |

## Risultati

### Serie B

#### Girone di andata
| 13 settembre 1964 1ª giornata | Lecco | 2 – 0 | Venezia |  |

| 20 settembre 1964 2ª giornata | Venezia | 1 – 1 | Parma |  |

| 27 settembre 1964 3ª giornata | Verona | 1 – 0 | Venezia |  |

| 4 ottobre 1964 4ª giornata | Venezia | 2 – 1 | Bari |  |

| 11 ottobre 1964 5ª giornata | Venezia | 1 – 0 | Trani |  |

| 18 ottobre 1964 6ª giornata | SPAL | 1 – 0 | Venezia |  |

| 25 ottobre 1964 7ª giornata | Venezia | 4 – 5 | Palermo |  |

| 22 novembre 1959 8ª giornata | Pro Patria | 0 – 0 | Venezia |  |

| 15 novembre 1964 9ª giornata | Venezia | 2 – 1 | Potenza |  |

| 22 novembre 1964 10ª giornata | Padova | 0 – 0 | Venezia |  |

| 29 novembre 1964 11ª giornata | Venezia | 1 – 2 | Brescia |  |

| 6 dicembre 1964 12ª giornata | Napoli | 0 – 0 | Venezia |  |

| 13 dicembre 1964 13ª giornata | Catanzaro | 0 – 1 | Venezia |  |

| 20 dicembre 1964 14ª giornata | Venezia | 1 – 0 | Livorno |  |

| 27 dicembre 1964 15ª giornata | Venezia | 1 – 0 | Reggiana |  |

| 10 gennaio 1965 16ª giornata | Monza | 1 – 0 | Venezia |  |

| 17 gennaio 1965 17ª giornata | Venezia | 4 – 0 | Alessandria |  |

| 24 gennaio 1965 18ª giornata | Modena | 1 – 1 | Venezia |  |

| 31 gennaio 1965 19ª giornata | Triestina | 0 – 0 | Venezia |  |

#### Girone di ritorno
| 7 febbraio 1965 20ª giornata | Venezia | 0 – 0 | Lecco |  |

| 14 febbraio 1965 21ª giornata | Parma | 0 – 0 | Venezia |  |

| 21 febbraio 1965 22ª giornata | Venezia | 1 – 0 | Verona |  |

| 28 febbraio 1965 23ª giornata | Bari | 1 – 1 | Venezia |  |

| 7 marzo 1965 24ª giornata | Trani | 2 – 1 | Venezia |  |

| 14 marzo 1965 25ª giornata | Venezia | 2 – 2 | SPAL |  |

| 21 marzo 1965 26ª giornata | Palermo | 1 – 2 | Venezia |  |

| 28 marzo 1965 27ª giornata | Venezia | 0 – 0 | Pro Patria |  |

| 11 aprile 1965 28ª giornata | Potenza | 4 – 1 | Venezia |  |

| 18 aprile 1965 29ª giornata | Venezia | 0 – 2 | Padova |  |

| 25 aprile 1965 30ª giornata | Brescia | 1 – 1 | Venezia |  |

| 2 maggio 1965 31ª giornata | Venezia | 0 – 0 | Napoli |  |

| 9 maggio 1965 32ª giornata | Venezia | 0 – 0 | Catanzaro |  |

| 16 maggio 1965 33ª giornata | Livorno | 1 – 0 | Venezia |  |

| 23 maggio 1965 34ª giornata | Reggiana | 1 – 1 | Venezia |  |

| 30 maggio 1965 35ª giornata | Venezia | 0 – 0 | Monza |  |

| 6 giugno 1965 36ª giornata | Alessandria | 0 – 0 | Venezia |  |

| 13 giugno 1965 37ª giornata | Venezia | 0 – 0 | Modena |  |

| 20 giugno 1965 38ª giornata | Venezia | 1 – 2 | Triestina |  |

## Statistiche

### Statistiche di squadra
| Competizione | Punti | In casa | In casa | In casa | In casa | In casa | In casa | In trasferta | In trasferta | In trasferta | In trasferta | In trasferta | In trasferta | Totale | Totale | Totale | Totale | Totale | Totale | DR |
| Competizione | Punti | G       | V       | N       | P       | Gf      | Gs      | G            | V            | N            | P            | Gf           | Gs           | G      | V      | N      | P      | Gf     | Gs     | DR |
| ------------ | ----- | ------- | ------- | ------- | ------- | ------- | ------- | ------------ | ------------ | ------------ | ------------ | ------------ | ------------ | ------ | ------ | ------ | ------ | ------ | ------ | -- |
| Serie B      | 36    | 19      | 7       | 8       | 4       | 21      | 16      | 19           | 2            | 10           | 7            | 9            | 17           | 38     | 9      | 18     | 11     | 30     | 33     | -3 |
| Coppa Italia |       | -       | -       | -       | -       | -       | -       | 2            | 1            | 0            | 1            | 3            | 2            | 2      | 1      | 0      | 1      | 3      | 2      | +1 |
| Totale       |       | 19      | 7       | 8       | 4       | 21      | 16      | 21           | 3            | 10           | 8            | 12           | 19           | 40     | 10     | 18     | 12     | 33     | 35     | -2 |

### Statistiche dei giocatori
| Giocatore      | Serie B  | Serie B | Coppa Italia | Coppa Italia | Totale   | Totale |
| Giocatore      | Presenze | Reti    | Presenze     | Reti         | Presenze | Reti   |
| -------------- | -------- | ------- | ------------ | ------------ | -------- | ------ |
| L. Bertogna    | 13       | 1       | 1            | 0            | 14       | 1      |
| G. Bubacco     | 15       | -16     | 2            | -2           | 17       | -18    |
| Campolonghi    | -        | -       | 1            | 0            | 1        | 0      |
| D. D'Alessi    | 14       | 0       | 1            | 0            | 15       | 0      |
| G. De Marchi   | 4        | 0       | 1            | 0            | 5        | 0      |
| C. Di Virgilio | 4        | 1       | 1            | 1            | 5        | 2      |
| D. Gerosa      | 14       | 1       | 1            | 1            | 15       | 2      |
| R. Graziani    | 3        | 0       | -            | -            | 3        | 0      |
| G. Grossi      | 23       | 2       | 2            | 0            | 25       | 2      |
| G. Guizzo      | 27       | 3       | 2            | 1            | 29       | 4      |
| E. Mancin      | 28       | 0       | 1            | 0            | 29       | 0      |
| S. Mencacci    | 30       | 5       | 1            | 0            | 31       | 5      |
| M. Neri        | 36       | 1       | 2            | 0            | 38       | 1      |
| C. Penzo       | 1        | 0       | -            | -            | 1        | 0      |
| A. Pochissimo  | 29       | 1       | 1            | 0            | 30       | 1      |
| O. Radich      | 1        | 0       | 1            | 0            | 2        | 0      |
| G. Salvemini   | 28       | 4       | 1            | 0            | 29       | 4      |
| B. Santon      | 28       | 10      | 1            | 0            | 29       | 10     |
| G. Spagni      | 38       | 0       | 2            | 0            | 40       | 0      |
| U. Spanio      | 27       | 0       | 1            | 0            | 28       | 0      |
| B. Tarantino   | 32       | 0       | 1            | 0            | 33       | 0      |
| S. Vincenzi    | 23       | -17     | -            | -            | 23       | -17    |